# Julian Fiorini
Pour les articles homonymes, voir Fiorini (homonymie).
Pas d'image ? Cliquez ici

a Compétitions nationales et continentales officielles uniquement.

Dernière mise à jour le 10 mars 2019.
Julian Fiorini, né le 26 mai 1982 à Angers (Maine-et-Loire), est un joueur de rugby à XV français qui évolue au poste de pilier (1,78 m pour 115 kg).

## Carrière
- 2001-2006 : Stade toulousain
- 2006-2007 : Stade montois
- 2007-2009 : Aviron bayonnais
- 2009-2017 : Stade montois

## Palmarès
- Champion de France Alamercery en 1999
- Champion de France Crabos : 2000
- Champion de France Reichel : 2002
- Champion de France espoir : 2003
- Double Vice champion de France en 2003 et 2006 avec le stade toulousain
- Montée en Top 14 avec le Stade Montois en 2012
- Finale Pro D2 en 2015 avec le Stade Montois
- Demi finaliste Pro D2 en 2011,2016 et 2017 avec le Stade Montois
- Équipe de France Universitaire : 2 sélections en 2006 (Angleterre U, Espagne), 1 essai
- Équipe de France -21 ans : participation aux championnats du monde 2002 en Afrique du Sud et 2003 en Angleterre
- Équipe de France -19 ans : vice-champion du monde 1999 au Chili, face à la Nouvelle-Zélande
- Équipe de France -18 ans